# 1600 Vyssotsky
Az 1600 Vyssotsky kisbolygó a Hungaria kisbolygó dinamikai családjához tartozó kisbolygó. 1947. október 22-én fedezték föl. Keringési ideje 2,5 év. Emma Vyssotsky amerikai csillagászról nevezték el.

## Külső hivatkozások
- Vyssotsky JPL Small-Body Database Browser on 1600 Vyssotsky
- Az 1600 Vyssotsky fénygörbéje